# A magyar labdarúgó-válogatott mérkőzései 2012-ben
A magyar labdarúgó-válogatott 2012-ben  öt barátságos és négy vb-selejtező-mérkőzést játszott. Az éves mérleg: 4 győzelem, 3 döntetlen, 2 vereség. A válogatott a világbajnokság selejtezőjében a D csoportban szerepelt, ahol 4 lejátszott mérkőzés után, 9 ponttal a második helyen állt.

## Eredmények
867. mérkőzés – Barátságos mérkőzés
| 2012. február 29. 18:00 |

| Magyarország                          | 1 – 1                         | Bulgária     |
| ------------------------------------- | ----------------------------- | ------------ |
| Szalai 42' 43' Kádár 33' Németh 90+1' | (1 – 0) Jegyzőkönyv Részletek | Bozsinov 87' |

| ETO Park, Győr Nézőszám: 14 500 Játékvezető: Jonas Eriksson (svéd) |

868. mérkőzés – Barátságos mérkőzés
| 2012. június 1. 19:00 |

| Csehország                      | 1 – 2                         | Magyarország                                      |
| ------------------------------- | ----------------------------- | ------------------------------------------------- |
| Kadlec 25' (11-esből) Pilař 73' | (1 – 1) Jegyzőkönyv Részletek | Dzsudzsák 6' Gyurcsó 88' Korcsmár 11' Vanczák 76' |

| Generali Arena, Prága Nézőszám: 17 102 Játékvezető: Lee Probert (angol) |

869. mérkőzés – Barátságos mérkőzés
| 2012. június 4. 20:50 |

| Magyarország | 0 – 0                         | Írország |
| ------------ | ----------------------------- | -------- |
| Korcsmár 42' | (0 – 0) Jegyzőkönyv Részletek | Ward 57' |

| Puskás Ferenc Stadion, Budapest Nézőszám: 17 000 Játékvezető: Kenn Hansen (dán) |

870. mérkőzés – Barátságos mérkőzés
| 2012. augusztus 15. 20:30 |

| Magyarország              | 1 – 1                         | Izrael                         |
| ------------------------- | ----------------------------- | ------------------------------ |
| Dzsudzsák 51' Varga 90+1' | (0 – 0) Jegyzőkönyv Részletek | Hemed 80' Natkho 29' Yadin 76' |

| Puskás Ferenc Stadion, Budapest Nézőszám: 17 000 Játékvezető: Ivan Kružliak (szlovák) |

871. mérkőzés – 2014-es labdarúgó-világbajnokság-selejtező
| 2012. szeptember 7. 20:30 |

| Andorra                                                     | 0 – 5                         | Magyarország                                                        |
| ----------------------------------------------------------- | ----------------------------- | ------------------------------------------------------------------- |
| Clemente 20' M. García 32' Moreno 45+2' Vales 67′ Pujol 73' | (0 – 2) Jegyzőkönyv Részletek | Juhász 12' Gera 32' (11-esből) Szalai 54' Priskin 68' Koman 82' 20' |

| Estadi Comunal, Andorra la Vella Nézőszám: 600 Játékvezető: Emir Alečković (bosnyák) |

872. mérkőzés – 2014-es labdarúgó-világbajnokság-selejtező
| 2012. szeptember 11. 20:30 |

| Magyarország                                        | 1 – 4                         | Hollandia                                                      |
| --------------------------------------------------- | ----------------------------- | -------------------------------------------------------------- |
| Dzsudzsák 7' (11-esből) 37' Korcsmár 18' Juhász 29' | (1 – 2) Jegyzőkönyv Részletek | Lens 3' 53' Martins Indi 19' Huntelaar 74' Clasie 7' Maher 86' |

| Puskás Ferenc Stadion, Budapest Nézőszám: 22 000 Játékvezető: Pedro Proença (portugál) |

873. mérkőzés – 2014-es labdarúgó-világbajnokság-selejtező
| 2012. október 12. 20:30 |

| Észtország            | 0 – 1                         | Magyarország                                   |
| --------------------- | ----------------------------- | ---------------------------------------------- |
| Rähn 7' Vassiljev 33' | (0 – 0) Jegyzőkönyv Részletek | Hajnal 47' Dzsudzsák 33' Szalai 37' Juhász 65' |

| A. Le Coq Arena, Tallinn Nézőszám: 5 661 Játékvezető: Liran Liany (izraeli) |

874. mérkőzés – 2014-es labdarúgó-világbajnokság-selejtező
| 2012. október 16. 20:30 |

| Magyarország                                                    | 3 – 1                         | Törökország             |
| --------------------------------------------------------------- | ----------------------------- | ----------------------- |
| Koman 31' Szalai 50' Gera 58' (11-esből) 86' Elek 17' Varga 52' | (1 – 1) Jegyzőkönyv Részletek | Erdinç 22' Altıntop 57' |

| Puskás Ferenc Stadion, Budapest Nézőszám: 26 000 Játékvezető: Daniele Orsato (olasz) |

875. mérkőzés – Barátságos mérkőzés
| 2012. november 14. 20:30 |

| Magyarország          | 0 – 2                         | Norvégia                              |
| --------------------- | ----------------------------- | ------------------------------------- |
| Szalai 51' Juhász 70' | (0 – 1) Jegyzőkönyv Részletek | Nielsen 38' Abdellaoue 79' Forren 87' |

| Puskás Ferenc Stadion, Budapest Nézőszám: 16 000 Játékvezető: Marijo Strahonja (horvát) |